# Aloe elizae
Aloe elizae é uma espécie de liliopsida do gênero Aloe, pertencente à família Asphodelaceae.